# Bytów (gmina)
Bytów – gmina miejsko-wiejska w województwie pomorskim, w powiecie bytowskim. W latach 1975–1998 gmina położona była w województwie słupskim.
W skład gminy wchodzi 15 sołectw: Dąbie, Gostkowo, Grzmiąca, Mądrzechowo, Mokrzyn, Niezabyszewo, Płotowo, Pomysk Mały, Pomysk Wielki, Rekowo, Rzepnica, Sierzno, Świątkowo, Udorpie, Ząbinowice.
Siedziba gminy to Bytów.

## Miejscowości
| Wykaz miejscowości podstawowych i ich integralnych części w administracji gminy Bytów-obszar wiejski                                                                                      | Wykaz miejscowości podstawowych i ich integralnych części w administracji gminy Bytów-obszar wiejski | Wykaz miejscowości podstawowych i ich integralnych części w administracji gminy Bytów-obszar wiejski | Wykaz miejscowości podstawowych i ich integralnych części w administracji gminy Bytów-obszar wiejski | Wykaz miejscowości podstawowych i ich integralnych części w administracji gminy Bytów-obszar wiejski |
| Nazwa miejscowości | Rodzaj miejscowości                                                                                  | Miejscowość podstawowa                                                                               | SIMC                                                                                                 | Położenie geograficzne                                                                               |
| --- | --- | --- | --- | --- |
| Bory | osada leśna                                                                                          | Rekowo                                                                                               | 0741185                                                                                              | 54°06′19″N 17°26′43″E/54,105278 17,445278                                                            |
| Brynki Rekowskie | przysiółek wsi                                                                                       | Rekowo                                                                                               | 0741191                                                                                              | 54°06′53″N 17°27′15″E/54,114722 17,454167                                                            |
| Chomice | osada                                                                                                | Świątkowo                                                                                            | 0741268                                                                                              | 54°09′48″N 17°26′59″E/54,163333 17,449722                                                            |
| Dąbie | wieś                                                                                                 | | 0740955                                                                                              | 54°12′00″N 17°29′10″E/54,200000 17,486111                                                            |
| Dąbki | osada                                                                                                | Dąbie                                                                                                | 0740961                                                                                              | 54°11′29″N 17°28′19″E/54,191389 17,471944                                                            |
| Gostkowo | wieś                                                                                                 | | 0740978                                                                                              | 54°13′24″N 17°28′35″E/54,223333 17,476389                                                            |
| Grzmiąca | wieś                                                                                                 | | 0741009                                                                                              | 54°12′02″N 17°26′43″E/54,200556 17,445278                                                            |
| Gubisz | część wsi                                                                                            | Ząbinowice                                                                                           | 0741328                                                                                              | 54°08′42″N 17°34′28″E/54,145000 17,574444                                                            |
| Kłębin | część wsi                                                                                            | Niezabyszewo                                                                                         | 0741050                                                                                              | 54°07′54″N 17°26′40″E/54,131667 17,444444                                                            |
| Leśno | osada leśna                                                                                          | Pomysk Mały                                                                                          | 0741110                                                                                              | 54°15′06″N 17°33′20″E/54,251667 17,555556                                                            |
| Mała wieś | przysiółek wsi                                                                                       | Pomysk Wielki                                                                                        | 0741140                                                                                              | 54°11′53″N 17°36′25″E/54,198056 17,606944                                                            |
| Mądrzechowo | wieś                                                                                                 | | 0741021                                                                                              | 54°09′30″N 17°30′42″E/54,158333 17,511667                                                            |
| Międzygórze | przysiółek wsi                                                                                       | Pomysk Mały                                                                                          | 0741127                                                                                              | 54°13′52″N 17°32′37″E/54,231111 17,543611                                                            |
| Mokrzyn | wieś                                                                                                 | | 0741038                                                                                              | 54°09′18″N 17°34′38″E/54,155000 17,577222                                                            |
| Nieczulice | osada                                                                                                | Świątkowo                                                                                            | 0741274                                                                                              | 54°09′36″N 17°26′18″E/54,160000 17,438333                                                            |
| Niezabyszewko | część wsi                                                                                            | Płotowo                                                                                              | 0741080                                                                                              | 54°05′28″N 17°25′26″E/54,091111 17,423889                                                            |
| Niezabyszewo | wieś                                                                                                 | | 0741044                                                                                              | 54°08′08″N 17°25′50″E/54,135556 17,430556                                                            |
| Płotowo | wieś                                                                                                 | | 0741073                                                                                              | 54°05′51″N 17°25′32″E/54,097500 17,425556                                                            |
| Płotówko | część wsi                                                                                            | Płotowo                                                                                              | 0741096                                                                                              | 54°06′11″N 17°24′39″E/54,103056 17,410833                                                            |
| Pomysk Mały | wieś                                                                                                 | | 0741104                                                                                              | 54°13′01″N 17°33′40″E/54,216944 17,561111                                                            |
| Pomysk Wielki | wieś                                                                                                 | | 0741133                                                                                              | 54°12′27″N 17°33′23″E/54,207500 17,556389                                                            |
| Pomyski Młyn | przysiółek wsi                                                                                       | Pomysk Wielki                                                                                        | 0741156                                                                                              | 54°12′12″N 17°33′32″E/54,203333 17,558889                                                            |
| Półczynek | przysiółek wsi                                                                                       | Udorpie                                                                                              | 0741305                                                                                              | 54°09′25″N 17°27′05″E/54,156944 17,451389                                                            |
| Przyborzyce | przysiółek wsi                                                                                       | Świątkowo                                                                                            | 0741280                                                                                              | 54°11′06″N 17°28′35″E/54,185000 17,476389                                                            |
| Pustkowie Rekowskie | przysiółek wsi                                                                                       | Rekowo                                                                                               | 0741200                                                                                              | 54°04′55″N 17°24′38″E/54,081944 17,410556                                                            |
| Pyszno | przysiółek wsi                                                                                       | Sierzno                                                                                              | 0741239                                                                                              | 54°05′37″N 17°30′12″E/54,093611 17,503333                                                            |
| Rekowo | wieś                                                                                                 | | 0741179                                                                                              | 54°05′02″N 17°26′23″E/54,083889 17,439722                                                            |
| Rzepnica | wieś                                                                                                 | | 0741216                                                                                              | 54°11′01″N 17°30′41″E/54,183611 17,511389                                                            |
| Sarniak | osada                                                                                                | Gostkowo                                                                                             | 0740984                                                                                              | 54°15′17″N 17°28′55″E/54,254722 17,481944                                                            |
| Sierzenko | przysiółek wsi                                                                                       | Sierzno                                                                                              | 0741245                                                                                              | 54°06′36″N 17°29′27″E/54,110000 17,490833                                                            |
| Sierzno | wieś                                                                                                 | | 0741222                                                                                              | 54°07′10″N 17°28′17″E/54,119444 17,471389                                                            |
| Szarzyn | przysiółek wsi                                                                                       | Pomysk Wielki                                                                                        | 0741162                                                                                              | 54°11′14″N 17°36′01″E/54,187222 17,600278                                                            |
| Świątkowo | wieś                                                                                                 | | 0741251                                                                                              | 54°10′34″N 17°27′17″E/54,176111 17,454722                                                            |
| Świerkówko | osada leśna                                                                                          | Grzmiąca                                                                                             | 0741015                                                                                              | 54°11′20″N 17°25′58″E/54,188889 17,432778                                                            |
| Udorpie | wieś                                                                                                 | | 0741297                                                                                              | 54°08′36″N 17°29′38″E/54,143333 17,493889                                                            |
| Wądolno | część wsi                                                                                            | Niezabyszewo                                                                                         | 0741067                                                                                              | 54°08′04″N 17°27′18″E/54,134444 17,455000                                                            |
| Wszeradz | część wsi                                                                                            | Ząbinowice                                                                                           | 0741334                                                                                              | 54°08′16″N 17°31′56″E/54,137778 17,532222                                                            |
| Ząbinowice | wieś                                                                                                 | | 0741311                                                                                              | 54°09′10″N 17°32′25″E/54,152778 17,540278                                                            |
| Zbysław | przysiółek wsi                                                                                       | Gostkowo                                                                                             | 0740990                                                                                              | 54°14′33″N 17°28′57″E/54,242500 17,482500                                                            |
| Źródła: Wykaz urzędowych nazw miejscowości i ich części (xls),Dz.U. z 2013 r. poz. 200 oraz Dz.U. z 2015 r. poz. 1636, Zbiory danych państwowego rejestru nazw geograficznych -2025-07-04 | | | | |

Według danych z 30 czerwca 2020 gminę zamieszkiwało 25 388 osób.

## Struktura powierzchni
Według danych z roku 2002 gmina Bytów ma obszar 197,44 km², w tym:
- użytki rolne: 48%
- użytki leśne: 39%

Gmina stanowi 9% powierzchni powiatu.

## Transport
Przez gminę przebiegają:
- droga krajowa nr 20: Stargard – Gdynia
- droga wojewódzka nr 209: Warszkowo – Bytów
- droga wojewódzka nr 212: Osowo Lęborskie – Kamionka nad jeziorem Zamarte
- droga wojewódzka nr 228: Bytów – Kartuzy

Przez gminę przebiega także linia kolejowa nr 212 Lipusz – Bytów – Korzybie, która obecnie wykorzystywana jest jedynie w ruchu towarowym. Odcinek Lipusz – Bytów został w 2007 przejęty przez Gminę Bytów i obecnie stanowi on jej własność. Do końca II wojny światowej przez obszar gminy przebiegała także linia kolejowa Miastko – Bytów – Lębork, która podczas działań wojennych została zniszczona, a jej pozostałości wywiezione przez Trofiejne Oddziały Armii Czerwonej do ZSRR.

## Demografia
Dane z 31 grudnia 2020:
| Opis                              | Ogółem | Ogółem | Kobiety | Kobiety | Mężczyźni | Mężczyźni |
| --------------------------------- | ------ | ------ | ------- | ------- | --------- | --------- |
| jednostka                         | osób   | %      | osób    | %       | osób      | %         |
| populacja                         | 25 372 | 100    | 12 935  | 51,0    | 12 437    | 49,0      |
| gęstość zaludnienia (mieszk./km²) | 128,5  | 128,5  | 65,5    | 65,5    | 63,0      | 63,0      |

- Piramida wieku mieszkańców gminy Bytów w 2014[3]:

## Ochrona przyrody
- Park Krajobrazowy Dolina Słupi
- rezerwat przyrody Bukowa Góra nad Pysznem
- rezerwat przyrody Gołębia Góra
- Rezerwat przyrody Jezioro Cechyńskie Małe (częściowo)
- Rezerwat przyrody Jezioro Głęboczko
- Rezerwat przyrody Las nad Jeziorem Mądrzechowskim
- Rezerwat przyrody Lisia Kępa

## Sąsiednie gminy
Borzytuchom, Czarna Dąbrówka, Lipnica, Parchowo, Studzienice, Tuchomie.